# Siphonophora cubana
Siphonophora cubana är en mångfotingart som beskrevs av Karsch 1880. Siphonophora cubana ingår i släktet Siphonophora och familjen Siphonophoridae. Inga underarter finns listade i Catalogue of Life.